# Теорія де Бройля — Бома
Теорія де Бройля — Бома (також відома як теорія хвилі-пілота, бомівська механіка, інтерпретація Бома і причинна інтерпретація) — це інтерпретація квантової теорії. Окрім хвильової функції на просторі всіх можливих конфігурацій, вона також постулює фактичну конфігурацію, яка існує навіть неспостережувана. Еволюція з плином часу конфігурації (тобто, позиції всіх частинок або конфігурації всіх полів) визначається хвильовою функцією через керуюче рівняння. Еволюція хвильової функції з плином часу визначається виразом рівняння Шредінгера. Теорія названа на честь Луї де Бройля (1892–1987), і Девіда Бома (1917–1992).
Ця теорія детерміністична і явно нелокальна: швидкість будь-якої частинки залежить від величини ведучого рівняння, яке залежить від конфігурації системи, визначеної її хвильовою функцією; остання залежить від граничних умов системи, які, в принципі, можуть бути цілим Всесвітом.
Результати теорії полягають у формалізмі вимірювання, аналогічному до термодинаміки для класичної механіки, що дає стандартний квантовий формалізм, який зазвичай пов'язують із копенгагенською інтерпретацією. Явна нелокальність теорії розв'язує «проблему вимірювання», яка умовно делегується до питання інтерпретації квантової механіки в копенгагенській інтерпретації.
Правило Борна в теорії Бройля — Бома не є основним законом. Замість того, в цій теорії зв'язок між густиною ймовірності і хвильовою функцією має статус гіпотези, що називається гіпотезою квантової рівноваги, яка є доповненням до основних принципів регулювання хвильової функції.
Теорія була історично розроблена Луї де Бройлем у 1920-ті роки, якого в 1927 році переконали відмовитися від неї на користь тоді популярної копенгагенської інтерпретації. Девід Бом, незадоволений переважною ортодоксальністю, заново відкрив теорію пілотованої хвилі де Бройля в 1952 році. Пропозиції Бома не були широко сприйняті тоді, почасти через причини, які не мають відношення до їхнього змісту, пов'язані з юнацькими захопленнями Бома комуністичною пропагандою. Теорія де Бройля — Бома широко вважалася неприйнятною пануючими теоретиками, в основному, через її явну нелокальність. Джон Стюарт Белл, ознайомившись з роботою Девіда Бома, і зацікавившись, чи очевидну нелокальність теорії можна було б усунути, отримав натхнення для формулювання і доведення своєї теореми у 1964 році. З 1990-х років знову прокинувся інтерес до розробки доповнень до теорії де Бройля — Бома, намагаючись узгодити її зі спеціальною теорією відносності і квантовою теорією поля, на додачу до розробок інших доповнень, таких як врахування спіну або криволінійних просторових геометрій.
Стаття Стенфордської філософської енциклопедії про квантову декогеренцію (Гвідо Бачаґалуппі, 2012 [Архівовано 11 березня 2016 у Wayback Machine.]) групує «підходи до квантової механіки» на п'ять груп, однією з яких є «теорії пілотованої хвилі» (інші групи — це копенгагенська інтерпретація, об'єктивні теорії колапсу, багатосвітові інтерпретації і модальні інтерпретації).
Є кілька еквівалентних математичних формулювань теорії, які відомі під рядом різних назв. Хвиля де Бройля має макроскопічний аналог, що називається хвиля Фарадея.

## Огляд
Теорія де Бройля — Бома ґрунтується на таких постулатах:
- Існує конфігурація {\displaystyle q} всесвіту, що описується координатами {\displaystyle q^{k}}, які є елементом конфігураційного простору {\displaystyle Q}. Простір конфігурації відрізняється для різних варіантів теорії хвилі-пілота. Наприклад, це може бути простір позицій {\displaystyle \mathbf {Q} _{k}} з {\displaystyle N} частинок, або, у випадку теорії поля, простір конфігурацій поля {\displaystyle \phi (x)}. Конфігурація еволюціонує (для нульового спіну) у відповідності з керуючим рівнянням

{\displaystyle m_{k}{\frac {dq^{k}}{dt}}(t)=\hbar \nabla _{k}\operatorname {Im} \ln \psi (q,t)=\hbar \operatorname {Im} \left({\frac {\nabla _{k}\psi }{\psi }}\right)(q,t)={\frac {m_{k}\mathbf {j} _{k}}{\psi ^{*}\psi }}=\mathrm {Re} \left({\frac {\mathbf {\hat {P}} _{k}\Psi }{\Psi }}\right)},
де {\displaystyle \mathbf {j} } — струм ймовірності або потік ймовірності і {\displaystyle \mathbf {\hat {P}} } — оператор імпульсу. Тут {\displaystyle \psi (q,t)} — стандартна комплекснозначна хвильова функція, відома з квантової теорії, яка еволюціонує відповідно до рівняння Шредінгера
{\displaystyle i\hbar {\frac {\partial }{\partial t}}\psi (q,t)=-\sum _{i=1}^{N}{\frac {\hbar ^{2}}{2m_{i}}}\nabla _{i}^{2}\psi (q,t)+V(q)\psi (q,t)}
Це вже завершує специфікацію теорії для будь-якої квантової теорії з оператором Гамільтона типу {\displaystyle H=\sum {\frac {1}{2m_{i}}}{\hat {p}}_{i}^{2}+V({\hat {q}})}.
- Конфігурація розподілена згідно з {\displaystyle |\psi (q,t)|^{2}} в деякий момент часу {\displaystyle t}, і це, отже, виконується для всіх моментів часу. Такий стан називається квантовою рівновагою. Через квантову рівновагу ця теорія узгоджується із результатами стандартної квантової механіки.

Навіть якщо це останнє співвідношення часто подається як аксіома теорії, в оригінальних роботах Бома 1952 року воно було представлене як виведене зі статистично-механічних параметрів. Цей аргумент був також підтриманий роботою Бома в 1953 році і був обґрунтований роботою Віґєра і Бома 1954 року, якою вони ввели стохастичні рідинні флуктуації, які ведуть процес асимптотичної релаксації від квантової нерівноваги до квантової рівноваги (ρ → |ψ|2).

### Експеримент з двома щілинами

Бомівські траєкторії для електрона в експерименті з двома щілинами. Аналогічна картина була також екстрапольована слабке вимірювання поодиноких фотонів.

Експеримент на подвійних щілинах є ілюстрацією корпускулярно-хвильового дуалізму. У ньому пучок частинок (наприклад, електронів) проходить через бар'єр, який має дві щілини. Якщо помістити екран детектора за бар'єром, малюнок виявлених частинок показує інтерференційну картину, яка є характерною рисою хвиль, що надходять на екран із двох джерел (двох щілин). Однак інтерференційна картина складається з окремих точок відповідних частинок, які потрапили на екран. Система наглядно демонструє поведінку хвиль (інтерференційна картина) і частинок (точки на екрані) одночасно.
Якщо змінити цей експеримент таким чином, щоб одна щілина була закритою, інтерференційна картина не спостерігається. Отже, стан обох щілин впливає на остаточний результат. Можна також організувати мінімально інвазивний детектор на одній із щілин, щоб визначити, через яку щілину пройшла частинка. Якщо це зробити, інтерференційна картина зникає.
Копенгагенська інтерпретація стверджує, що частинки не локалізовані в просторі, доки вони не будуть виявлені, отже, якщо немає ніякого детектора на щілинах, немає ніякої інформації про те, через які щілини частинка пройшла. Якщо щілина має детектор на виході, то хвильова функція руйнується через це виявлення.
У теорії де Бройля — Бома хвильова функція визначена в обидвох щілинах, але кожна частинка має чітко визначену траєкторію, яка проходить через рівно одну зі щілин. Остаточне положення частинки на екрані детектора і щілина, через яку частинка проходить, визначається початковим положенням частинки. Таке вихідне положення невідоме і не контрольоване експериментатором, тому малюнок на детекторі виглядає випадковим. У своїх роботах 1952 року Бом використовував хвильову функцію для побудови квантового потенціалу, який при включенні в рівняння Ньютона, давав траєкторії частинок, що проходять через дві щілини. Насправді хвильова функція інтерферує сама з собою і веде частинки через квантовий потенціал таким чином, що частинки уникають регіонів, в яких інтерференція є деструктивною і притягуються до регіонів, в яких інтерференція є конструктивною, що призводить до інтерференційної картини на екрані детектора.
Щоб пояснити поведінку виявлення детектором проходження частинки через одну щілину, потрібно враховувати роль умовної хвильової функції, і як вимірювання призводить до її колапсу; детально це пояснено нижче. Основна ідея полягає в тому, що навколишнє середовище, що реєструє виявлення, ефективно відокремлює два хвильові пакети в конфігураційному просторі.

## Теорія

### Онтологія
Онтологія теорії де Бройля — Бома складається з конфігурації {\displaystyle q(t)\in Q} всесвіту і хвилі-пілота {\displaystyle \psi (q,t)\in \mathbb {C} }. Простір конфігурації {\displaystyle Q} можна вибрати по-різному, як і в класичній механіці, так і в стандартній квантовій механіці.
Таким чином, онтологія теорії хвилі-пілота містить як траєкторії {\displaystyle q(t)\in Q}, відомі з класичної механіки, хвильові функції {\displaystyle \psi (q,t)\in \mathbb {C} } квантової теорії. Таким чином, в кожен момент часу існує не тільки хвильова функція, але також чітко визначена конфігурація цілого всесвіту (тобто система, визначена граничними умовами, використаними при розв'язуванні рівняння Шредінгера). Відповідність з нашим досвідом встановлюється через ототожнення конфігурації нашого мозку з деякою частиною конфігурації цілого світу {\displaystyle q(t)\in Q}, як і в класичній механіці.
Хоча онтологія класичної механіки є частиною онтології теорії де Бройля — Бома, динаміки дуже різні. У класичній механіці прискорення частинок надаються безпосередньо силами, які існують у фізичному тривимірному просторі. У теорії де Бройля — Бома швидкості частинок визначаються хвильовою функцією, яка існує в 3N-вимірному конфігураційному просторі, де N відповідає числу частинок в системі; Бом висунув гіпотезу, що кожна частка має «складну і тонку внутрішню структуру», яка забезпечує здатність реагувати на інформацію, надану хвильовою функцією через квантовий потенціал. Крім того, на відміну від класичної механіки, фізичні властивості (наприклад, маса, заряд) розкидані по хвильовій функції в теорії де Бройля — Бома, не локалізовані в положенні частинки.
Саме хвильова функція, а не частинки, визначає динамічну еволюцію системи: частинки не впливають назад на хвильову функцію. Як Бом і Гайлі сформулювали, «рівняння Шредінгера для квантового поля не має джерел, ані не має будь-якого іншого способу, за допомогою якого поле могло б безпосередньо залежати від стану частинок […] квантову теорію можна повністю зрозуміти з точки зору припущення про те, що квантове поле не має джерел або інших форм залежності від частинок.» П. Голланд вважає відсутність взаємної дії частинок і хвильової функції однією «серед багатьох некласичних властивостей, що маніфестовані цією теорією». Слід зазначити, однак, що Голланд пізніше назвав це просто удаваною відсутністю зворотної реакції, у зв'язку з неповнотою опису.
В поданих нижче міркуваннях розглянуті випадки однієї частинки, що рухається у {\displaystyle \mathbb {R} ^{3}}, і випадок {\displaystyle N} частинок, що рухаються у 3-х вимірах. У першому випадку, конфігураційний простір і реальний простір однакові, в той час як у другому, реальний простір і раніше {\displaystyle \mathbb {R} ^{3}}, але конфігураційний простір тепер {\displaystyle \mathbb {R} ^{3N}}. Хоча частинка позиціює себе в реальному просторі, поле швидкостей і хвильова функція знаходяться у конфігураційному просторі, в якому частинки сплутані одна з одною в цій теорії.
Розширення до цієї теорії охоплює спін і більш складні конфігураційні простори.
Ми використовуємо варіації {\displaystyle \mathbf {Q} } для позицій частинок в той час як {\displaystyle \psi } представляє комплекснозначну хвильову функцію на конфігураційному просторі.

### Керуюче рівняння
Для безспінової поодинокої частинки, що рухається у {\displaystyle \mathbb {R} ^{3}}, швидкість частинки задана
{\displaystyle {\frac {d\mathbf {Q} }{dt}}(t)={\frac {\hbar }{m}}\operatorname {Im} \left({\frac {\nabla \psi }{\psi }}\right)(\mathbf {Q} ,t)}.
Для багатьох частинок, ми позначаємо {\displaystyle k}-ту частинку як {\displaystyle \mathbf {Q} _{k}}, їхні швидкості задані
{\displaystyle {\frac {d\mathbf {Q} _{k}}{dt}}(t)={\frac {\hbar }{m_{k}}}\operatorname {Im} \left({\frac {\nabla _{k}\psi }{\psi }}\right)(\mathbf {Q} _{1},\mathbf {Q} _{2},\ldots ,\mathbf {Q} _{N},t)}.
Основне, що варто зауважити, це те, що це поле швидкості залежить від фактичних позицій усіх {\displaystyle N} частинок у всесвіті. Як пояснено нижче, в більшості експериментальних ситуацій, вплив всіх цих частинок може бути записаний у ефективну хвильову функцію для підсистеми всесвіту.

### Рівняння Шредінгера
Одночастинкове рівняння Шредінгера визначає еволюцію в часі комплекснозначної хвильової функції на {\displaystyle \mathbb {R} ^{3}}. Рівняння являє собою квантований варіант повної енергії класичної системи, що еволюціонує під впливом дійснозначної функції потенціалу {\displaystyle V} на {\displaystyle \mathbb {R} ^{3}}:
{\displaystyle i\hbar {\frac {\partial }{\partial t}}\psi =-{\frac {\hbar ^{2}}{2m}}\nabla ^{2}\psi +V\psi }
Для багатьох частинок, рівняння таке ж, за винятком того, що {\displaystyle \psi } і {\displaystyle V} тепер належать конфігураційному простору {\displaystyle \mathbb {R} ^{3N}}.
{\displaystyle i\hbar {\frac {\partial }{\partial t}}\psi =-\sum _{k=1}^{N}{\frac {\hbar ^{2}}{2m_{k}}}\nabla _{k}^{2}\psi +V\psi }
Це та сама хвильова функція традиційної квантової механіки.

### Відношення до правила Борна
В оригінальних роботах Бома 1952 року він обговорює, як теорія Бройля — Бома випливає із звичайних результатів вимірювань квантової механіки. Основна ідея полягає в тому, що це вірно, якщо положення частинок задовольняють статистичний розподіл, заданий {\displaystyle |\psi |^{2}}. І той розподіл гарантовано буде виконуватися для всіх моментів часу через керуюче рівняння, якщо початковий розподіл частинок задовольняє {\displaystyle |\psi |^{2}}.
Для даного експерименту можна постулювати це твердження як вірне та експериментально перевірити, що так воно і є. Однак, як зазначили Дюрр та ін., потрібно аргументувати, що цей розподіл для підсистем характерний. Вони стверджують, що {\displaystyle |\psi |^{2}} в силу своєї еквіваріантності при динамічній еволюції системи, є слушною мірою типовості для первинних станів положення частинок. Потім вони доводять, що статистичні дані результатів вимірювань з більшості можливих початкових конфігурацій будуть розподілені відповідно до правила Борна (тобто, {\displaystyle |\psi |^{2}}). Таким чином, у всесвіті, керованому динамікою де Бройля — Бома, типовою є поведінка, що відповідає правилу Борна.
Таким чином, ситуація аналогічна ситуації в класичній статистичній фізиці. З надзвичайно високою ймовірністю початковий стан з низькою ентропією перетвориться у стан з більш високою ентропією: поведінка, узгоджена з другим законом термодинаміки, є типовою. Є, звичайно, аномальні початкові умови, які призведуть до виникнення порушень другого закону. Проте, за відсутності будь-якого дуже детального доказу, що підтверджував би фактичну реалізацію одної з цих спеціальних початкових умов, було б зовсім нерозумно очікувати щось інше, ніж фактично спостережуване рівномірне зростання ентропії. Аналогічним чином, в теорії де Бройля — Бома, існують аномальні початкові умови, які спричинили б статистичні дані вимірювання, розподілені не у відповідності до правила Борна (тобто, в протиріччі з передбаченнями стандартної квантової теорії). Але теорема типовості показує, що слід очікувати поведінку, відповідну до правила Борна, за відсутності будь-якої конкретної причини вважати, що одна з цих спеціальних початкових умов була фактично реалізована.
Саме в цьому сенсі для теорії де Бройля — Бома правило Борна є теоремою, а не (як у звичайній квантовій теорії) додатковим постулатом.
Крім того, можна показати, що розподіл часток, які не є розподіленими відповідно до правила Борна (тобто, розподіл 'поза квантовою рівновагою') і такий, що розвивається відповідно до динаміки де Бройля — Бома, в переважній більшості випадків розвивається динамічно в стан, розподілений як {\displaystyle |\psi |^{2}}. Для прикладу, дивись посилання, подане у виносці. Відео електронної щільності двовимірного вікна, що розвивається в рамках цього процесу доступне тут [Архівовано 3 березня 2016 у Wayback Machine.].

### Умовна хвильова функція підсистеми
У формулюванні теорії де Бройля — Бома присутня тільки хвильова функція для всього всесвіту (яка завжди еволюціонує рівнянням Шредінгера). Слід, однак, зазначити, що «всесвіт» — це просто система, обмежена тими ж граничними умовами, які використовуються для розв'язання рівняння Шредінгера. Проте, як тільки теорія сформульована, зручно ввести поняття хвильової функції також для підсистем всесвіту. Запишемо хвильову функцію всесвіту{\displaystyle \psi (t,q^{\mathrm {I} },q^{\mathrm {II} })}, де {\displaystyle q^{\mathrm {I} }} позначає змінні конфігурації, пов'язані з деякою підсистеми (I) всесвіту і {\displaystyle q^{\mathrm {II} }}позначає інші змінні конфігурації. Позначимо, відповідно, {\displaystyle Q^{\mathrm {I} }(t)} і {\displaystyle Q^{\mathrm {II} }(t)} фактичну конфігурацію підсистеми (I) і решту всесвіту. Для простоти ми розглянемо тут тільки безспіновий випадок. Умовна хвильова функція підсистеми (I) визначається за формулою:
{\displaystyle \psi ^{\mathrm {I} }(t,q^{\mathrm {I} })=\psi (t,q^{\mathrm {I} },Q^{\mathrm {II} }(t)).\,}
Це безпосередньо випливає з того факту, що {\displaystyle Q(t)=(Q^{\mathrm {I} }(t),Q^{\mathrm {II} }(t))} задовольняє керуюче рівняння, що також конфігурація {\displaystyle Q^{\mathrm {I} }(t)} задовольняє керуюче рівняння, ідентичне наведеному в формулюванні теорії, з універсальною хвильовою функцією {\displaystyle \psi } замінену умовною хвильовою функцією {\displaystyle \psi ^{\mathrm {I} }}. Крім того, той факт, що {\displaystyle Q(t)} випадкова з густиною імовірності, заданою квадратом модуля {\displaystyle \psi (t,\cdot )}, звідки випливає, що умовна густина ймовірності {\displaystyle Q^{\mathrm {I} }(t)} при умові {\displaystyle Q^{\mathrm {II} }(t)} задається квадратом модуля нормалізованої умовної хвильової функції {\displaystyle \psi ^{\mathrm {I} }(t,\cdot )} (в термінології Дюрра та інших цей факт названий фундаментальною формулою умовної ймовірності).
На відміну від універсальної хвильової функції, умовна хвильова функція підсистеми не завжди еволюціонує рівнянням Шредінгера, але в багатьох ситуаціях це робить. Наприклад, якщо універсальні чинники хвильової функції такі:
{\displaystyle \psi (t,q^{\mathrm {I} },q^{\mathrm {II} })=\psi ^{\mathrm {I} }(t,q^{\mathrm {I} })\psi ^{\mathrm {II} }(t,q^{\mathrm {II} })\,}
тоді умовна хвильова функція підсистеми (I) є (з точністю до несуттєвого скалярного множника) дорівнює
{\displaystyle \psi ^{\mathrm {I} }} (Це те, що стандартна квантова теорія розглядатиме як хвильову функцію підсистеми (I)). Якщо, крім того, гамільтоніан не містить члену взаємодії між підсистемами (I) і (II), тоді {\displaystyle \psi ^{\mathrm {I} }} дійсно задовольняє рівняння Шредінгера. У більш загальному сенсі, припустимо, що універсальну хвильову функцію {\displaystyle \psi } можна записати у вигляді:
{\displaystyle \psi (t,q^{\mathrm {I} },q^{\mathrm {II} })=\psi ^{\mathrm {I} }(t,q^{\mathrm {I} })\psi ^{\mathrm {II} }(t,q^{\mathrm {II} })+\phi (t,q^{\mathrm {I} },q^{\mathrm {II} }),\,}
де {\displaystyle \phi } розв'язує рівняння Шредінгера і {\displaystyle \phi (t,q^{\mathrm {I} },Q^{\mathrm {II} }(t))=0} для всіх {\displaystyle t} і {\displaystyle q^{\mathrm {I} }}. Тоді, знову ж таки, умовна хвильова функція підсистеми (I) (з точністю до несуттєвого скалярного множника) дорівнює {\displaystyle \psi ^{\mathrm {I} }} і якщо гамільтоніан не містить члену взаємодії між підсистемами (I) і (II), {\displaystyle \psi ^{\mathrm {I} }} задовольняє рівняння Шредінгера.
Той факт, що умовна хвильова функція підсистеми не завжди еволюціонує відповідно до рівняння Шредінгера, пов'язаний з тим, що звичайне правило колапсу стандартної квантової теорії виникає з бомівського формалізму, якщо взяти до уваги умовні хвильові функції підсистем.

## Розширення

### Теорія відносності
Теорія хвилі-пілота явно нелокальна, через що начебто конфліктує зі спеціальною теорією відносності. Існують різні розширення у вигляді механік, подібних до Бомівської, які намагаються вирішити цю проблему. Бом сам в 1953 році представив розширення теорії, що задовольняє рівняння Дірака для однієї частинки. Тим не менш, це не можна розширити на випадок багатьох частинок, оскільки використовується абсолютний час.
Відновлений інтерес при побудові Лоренц-інваріантних розширень бомівської теорії виникли в 1990-і роки; дивись книгу Бома і Гайлі «Нерозділений Всесвіт» (англ. The Undivided Universe), і [недоступне посилання з вересня 2019], [недоступне посилання з вересня 2019], і посилання в них. Інший підхід наведено в роботі Дюрра та інших, в якому вони використовують моделі Бома-Дірака і Лоренц-інваріантне шарування простору-часу.
Таким чином, Дюрр та інші у 1999 році показали, що можна формально відновити Лоренц-інваріантність для теорії Бем-Дірака шляхом введення додаткової структури. Такий підхід, як і раніше вимагає шарування простору-часу. Хоча це суперечить стандартній інтерпретації відносності, запропоноване шарування, якщо неспостережене, не призводить до будь-яких емпіричних конфліктів з теорією відносності. У 2013 році Дюрр та інші припустили, що необхідне шарування може бути коваріантно визначене хвильовою функцією.
Співвідношення між нелокальністю і привілейованим шарування якнайкраще можна зрозуміти в такий спосіб. У теорії де Бройля — Бома нелокальність проявляється як той факт, що швидкість і прискорення однієї частинки залежить від миттєвого положення всіх інших частинок. З іншого боку, в теорії відносності поняття миттєвість не має інваріантного змісту, не є інваріантом. Таким чином, для визначення траєкторії частинок, необхідно додаткове правило, яке визначає, які точки простору-часу слід вважати миттєвим. Найпростіший спосіб для досягнення цієї мети є запровадження привілейованого шарування простору-часу вручну, таким чином, що кожна гіперповерхня шарування визначає гіперповерхню однакового часу.
Спочатку було визнано неможливим викласти опис траєкторій фотонів в теорії де Бройля — Бома через труднощі опису бозонів у релятивістський спосіб. У 1996 році Партга Ґгосе представив релятивістський квантово-механічний опис бозонів з нульовим або одиничним спіном, починаючи від рівняння Даффіна-Кеммера-Петьє, виклавши бомівської траєкторії для масивних бозонів і бозонів без маси (а, отже, і для фотонів). У 2001 році Жан-П'єр Віґ’єр (відомий фізик, а також агент радянської розвідки) наголосив на важливості отримання чітко визначеного опису світла в термінах траєкторій частинок в рамках або бомівської механіки або стохастичної механіки Нельсона У тому ж році Ґгосе розробив бомівські траєкторії фотонів для конкретних випадків Послідовні експерименти слабкого вимірювання виявили траєкторії, які збігаються з передбаченими траєкторіями.
Кріс Д'юдні і Ґ. Гортон запропонували релятивістськи коваріантне, хвильово-функціональне формулювання теорії Бома квантового поля і розширили його до форми, яка дозволяє включення гравітації
Ніколіч запропонував Лоренц-коваріантне формулювання бомівської інтерпретації багаточасткових хвильових функцій. Він розробив узагальнену релятивістсько-інваріантну ймовірнісну інтерпретацію квантової теорії, в якому {\displaystyle |\psi |^{2}} вже більше не щільність ймовірності в просторі, а щільність ймовірності в просторі-часі. Він використовує цю узагальнену ймовірнісну інтерпретацію формулювання релятивістськи-коваріантного варіанту теорії де Бройля — Бома без введення переважного шарування простору-часу. Його робота також охоплює розширення бомівської інтерпретації до квантування полів і струн.
Родерік Сазерленд з Сіднейського університету розробив формалізм Лагранжа для хвилі-пілота і її можливих станів, спираючись на слабкі вимірювання Якіра Ааронова для пояснення багаточастинкового заплутування у спосіб спеціальної теорії відносності без необхідності введення конфігураційного простору. Основна ідея вже була опублікована Олів’єром Коста де Бореґардом в 1950-і роки, а також використовується Джоном Крамером в його транзакційній інтерпретації без можливих станів, які існують між вимірюваннями сильного проєкційного оператора фон Неймана. Лагранжіан Сазерленда включає двосторонню дію реакції між хвилі-пілота і її можливими станами. Таким чином, це постквантова нестатистична теорія з остаточними граничними умовами, що порушують теореми квантової теорії про відсутність сигналу. Подібно до того, як спеціальна теорія відносності є граничним випадком загальної теорії відносності, коли кривина простору-часу дорівнює нулю, так само статистична беззаплутувальносигнальна квантова теорія з правилом Борна це просто граничний випадок постквантового Лагранжіану дії-віддачі, коли реакція має значення нуль, а остаточна гранична умова виокремлена.

### Спін
Для того, щоб включити спін, хвильова функція повинна бути комплексовекторнозначною. Простір значень називається спіновим простором; для ферміонів {\displaystyle \mathbb {C} ^{2}} підходить як спіновий простір. Основоположне рівняння модифікується шляхом проведення внутрішніх множень в спіновому просторі, щоб звести комплексні вектори до комплексних чисел. Рівняння Шредінгера модифікується додаванням члена спін-Паулі.
{\displaystyle {\begin{aligned}{\frac {d\mathbf {Q} _{k}}{dt}}(t)&={\frac {\hbar }{m_{k}}}Im\left({\frac {(\psi ,D_{k}\psi )}{(\psi ,\psi )}}\right)(\mathbf {Q} _{1},\mathbf {Q} _{2},\ldots ,\mathbf {Q} _{N},t)\\i\hbar {\frac {\partial }{\partial t}}\psi &=\left(-\sum _{k=1}^{N}{\frac {\hbar ^{2}}{2m_{k}}}D_{k}^{2}+V-\sum _{k=1}^{N}\mu _{k}\mathbf {S} _{k}/{S}_{k}\cdot \mathbf {B} (\mathbf {q} _{k})\right)\psi \end{aligned}}}
де {\displaystyle \mu _{k}} — магнітний момент {\displaystyle k}-тої частинки, {\displaystyle \mathbf {S} _{k}} — відповідний спіновий оператор, який діє в спіновому просторі {\displaystyle k}-тої частинки, {\displaystyle {S}_{k}} — спін частинки ({\displaystyle {S}_{k}=1/2} для електрона),
{\displaystyle D_{k}=\nabla _{k}-{\frac {ie_{k}}{c\hbar }}\mathbf {A} (\mathbf {q} _{k})},
{\displaystyle \mathbf {B} } і {\displaystyle \mathbf {A} } — відповідно, магнітне поле і вектор-потенціал у {\displaystyle \mathbb {R} ^{3}} (всі інші функції означені повністю у конфігураційному просторі), {\displaystyle e_{k}} — заряд {\displaystyle k}-тої частинки, і {\displaystyle (\cdot ,\cdot )} — скалярний добуток в спіновому просторі {\displaystyle \mathbb {C} ^{d}},
{\displaystyle (\phi ,\psi )=\sum _{s=1}^{d}\phi _{s}^{*}\psi _{s}.}
Для прикладу спінового простору, система, що складається з двох частинок зі спіном 1/2 й однієї зі спіном 1, має хвильову функцію виду
{\displaystyle \psi :\mathbb {R} ^{9}\times \mathbb {R} \to \mathbb {C} ^{2}\otimes \mathbb {C} ^{2}\otimes \mathbb {C} ^{3}}.
Тобто, його спіновий простір являє собою 12-вимірний простір.

### Квантова теорія поля
У роботі Дюрра та інших автори описують розширення теорії де Бройля — Бома для обробки операторів народження та знищення, на які вони посилаються як «квантові теорії поля типу Белла». Основна ідея полягає в тому, що конфігураційний простір перетворюється у неперетинне об'єднання просторів всіх можливих конфігурацій будь-якого числа частинок. Частину часу система еволюціонує детерміновано згідно з керуючим рівнянням з фіксованим числом частинок. Але під час стохастичного процесу, частинки можуть створюватися й аннігілювати (тобто, взаємознищуватись і перетворюватися в інші частинки). Розподіл подій створення продиктований хвильовою функцією. Сама хвильова функція розвивається в усіх моментах часу у повному конфігураційному простору багатьох частинок.
Грвоє Ніколіч вводить чисто детерміновану теорію створення частинок і руйнування де Бройля — Бома, відповідно до якої траєкторії частинок є неперервними, але детектори частинок поводяться так, якби частинки були створені або знищені, навіть коли справжнє створення або знищення частинок не відбувається.

### Викривлений простір
Для розширення теорії де Бройля — Бома у викривленому просторі (ріманів многовид в математичній термінології), достатньо просто зазначити, що всі елементи цих рівнянь мають сенс, такі як градієнти і лапласіани. Таким чином, ми використовуємо рівняння, які мають ту ж форму, що і вище. Топологічні і граничні умови можуть застосовуватися в доповненні еволюції рівняння Шредінгера.
Для теорії де Бройля — Бома на викривленому просторі зі спіном, простір перетворюється у векторне розшарування в просторі конфігурації і потенціал в рівнянні Шредінгера перетворюється у локальний самоспряжений оператор, що діє на цьому ж просторі.

### Використовуючи нелокальність
Ентоні Валентіні поширив теорію де Бройля — Бома до включення сигналу нелокальності, який дозволив би заплутування використовувати як автономний канал зв'язку без вторинного класичного сигналу «ключа» для «розблокування» повідомлення, закодованого в заплутаності. Це порушує ортодоксальну квантову теорію, але вона цінна тим, що вона, в принципі, уможливлює спостереження паралельних всесвітів хаотичної теорії інфляції.
На відміну від теорії де Бройля — Бома, у теорії Валентіні еволюція хвильової функції також залежить від онтологічних змінних. Це вносить нестабільність, петлю зворотного зв'язку, яка виштовхує приховані змінні із «субквантової теплової смерті». Отримана теорія, таким чином, нелінійна і неунітарна.

## Результати
Нижче наведені деякі основні результати, які виникають з аналізу теорії де Бройля — Бома. Експериментальні результати узгоджуються з усіма стандартними передбаченнями квантової механіки настільки, наскільки ця має передбачення. Проте, в той час як стандартна квантова механіка обмежується обговоренням результатів «вимірів», теорія де Бройля — Бома управляє динамікою системи без втручання зовнішніх спостерігачів (117-ий параграф у Белла).
Підставою для узгодження зі стандартною квантовою механікою є те, що частинки розподілені згідно з {\displaystyle |\psi |^{2}}. Можна довести, що для всесвіту, керованим цією теорією, це твердження невігластва спостерігача, як правило, має місце. Існує очевидний колапс хвильової функції, яка регулює підсистеми всесвіту, але немає ніякого колапсу універсальної хвильової функції.

### Вимірювання спіну і поляризації
Згідно зі звичайною квантовою теорією, не можна виміряти спін або поляризацію частинки безпосередньо; замість цього, компонента в одному напрямку вимірюється; результат з однієї частинки може бути 1, а це означає, що частинка була розташована згідно з вимірювальним пристроєм або -1, а це означає, що воно була розташована в протилежну сторону. Для ансамблю частинок, якщо ми очікуємо, що частинки будуть вирівняні, результати всіх будуть 1. Якщо ми очікуємо, що вони повинні бути вирівняні протилежно, результати всіх будуть -1. Для інших впорядкувань, ми очікуємо, що деякі результати будуть 1, а деякі -1 з ймовірністю, що залежить від очікуваного вирівнювання. Для повного пояснення цього дивіться дослід Штерна-Герлаха.
У теорії де Бройля — Бома результати спінового експерименту не можуть бути проаналізовані без деякого знання експериментальної установки. Цілком можливо змінити налаштування таким чином, щоб траєкторія частки не змінилася, але, щоб частинка з одним налаштуванням реєструється зі спіном вгору, в той час як за інших налаштувань вона реєструється як зі спіном вниз. Таким чином, для теорії де Бройля — Бома, спін частинки не є внутрішньою властивістю частинки, натомість спіна, так би мовити, це значення хвильової функції частинки стосовно конкретного пристрою, використовуваного для вимірювання спіну. Це ілюстрація того, що іноді називають контекстуальністю, і пов'язана з наївним реалізмом про оператори.

### Вимірювання, квантовий формалізм, і незалежність спостерігача
Теорія де Бройля — Бома дає ті ж результати, що і квантова механіка. Вона розглядає хвильову функцію як фундаментальний об'єкт в теорії, оскільки хвильова функція описує, як рухаються частинки. Це означає, що жоден експеримент не може розрізнити дві теорії. У цьому розділі викладаються ідеї щодо того, як виникає стандартний квантовий формалізм з квантової механіки. Список використаної літератури включає оригінальну роботу Бома 1952 року і роботу Дюрра та інших.

#### Колапс хвильової функції
Теорія де Бройля — Бома належить до теорій, що в першу чергу застосовні до всього всесвіту. Тобто, існує єдина хвильова функція, що регулює рух всіх частинок у всесвіті відповідно до керуючого рівняння. Теоретично рух однієї частинки залежить від положення всіх інших частинок у всесвіті. У деяких ситуаціях, наприклад, в експериментальних системах, ми можемо уявити саму систему з точки зору теорії де Бройля — Бома, в якій хвильова функція системи отримана шляхом введення поправки на навколишнє середовище системи. Таким чином, система може бути проаналізована з рівняння Шредінгера і керуючого рівняння з початковим {\displaystyle |\psi |^{2}} розподілом частинок в системі (дивіться розділ  умовна хвильова функція підсистеми для отримання більш докладної інформації).
Це вимагає спеціального налаштування, щоб умовна хвильова функція системи підкорялася квантовій еволюції. Коли система взаємодіє з навколишнім середовищем, наприклад, за допомогою вимірювань, умовна хвильова функція системи розвивається по-іншому. Еволюція універсальної хвильової функції може стати такою, що видається, ніби хвильова функція системи перебуває в суперпозиції різних станів. Однак, якщо середовище зафіксувало результати експерименту, то використовуючи фактичну бомівську конфігурацію середовища для обумовлення, умовна хвильова функція колапсує тільки в одну альтернативу, що відповідає результатам вимірювань.
Колапс універсальної хвильової функції ніколи не зустрічається в теорії де Бройля — Бома. Вся її еволюція визначається рівнянням Шредінгера й еволюції частинок регулюються керуючим рівнянням. Колапс відбувається тільки феноменологічно для систем, які нібито слідують своєму власному рівнянню Шредінгера. Оскільки це ефективний опис системи, це питання вибору щодо того, що визначити експериментальну систему для включення і від цього вибору буде залежати, коли відбувається «колапс».

#### Оператори, як спостережувані
У стандартному квантовому формалізмі, вимірювання спостережуваних в загальному випадку вважається вимірюванням операторів в гільбертовому просторі. Наприклад, вимірювання положення вважається вимірюванням оператора положення. Таке співвідношення між фізичними вимірюваннями й операторами гільбертового простору виступає додатковою аксіомою теорії для стандартної квантової механіки. Теорія де Бройля — Бома, навпаки, не вимагає таких аксіом вимірювань (і вимірювання як таке не є динамічно різне або спеціальною підкатегорією фізичних процесів в теорії). Зокрема, звичайний формалізм операторів як спостережуваних виступає теоремою для теорії де Бройля — Бома. Основною думкою аналізу є те, що багато вимірювань спостережуваних не відповідають властивостям частинок; вони (як і у випадку із вимірювання спіну, обговореного вище), є вимірюваннями хвильової функції.
В історії теорії де Бройля — Бома, прихильникам часто доводилося мати справу з претензіями, що ця теорія неможлива. Такі аргументи, як правило, ґрунтуються на неправильному аналізі операторів як спостережуваних. Якщо вважати, що вимірювання спіну було дійсно вимірюванням спіну частинки, яка існувала до вимірювання, то можна отримати протиріччя. Теорія де Бройля — Бома розв'язує цю проблему, зазначивши, що спін не є властивістю частинки, а радше хвильової функції. Як такий, він має певний результат тільки після вибору експериментального апарату. Як тільки це взяти до уваги, теореми про неможливість стають недоречними.
Існували заяви, що експерименти спростовують траєкторії Бома [Архівовано 14 липня 2016 у Wayback Machine.] на користь стандартних квантовомеханічних ліній. Але, як показано в тут [Архівовано 26 квітня 2018 у Wayback Machine.] і тут [Архівовано 26 квітня 2018 у Wayback Machine.], такі експерименти, наведені вище, тільки спростовують неправильне тлумачення теорії де Бройля — Бома, а не саму теорію.
Існують також заперечення проти цієї теорії, обґрунтовані тим, що теорія описує конкретні ситуації, як правило використовуючи власні стани оператора. Наприклад, основний стан водню є справжня хвильова функція. Згідно керуючого рівняння, це означає, що електрон знаходиться в стані спокою, коли перебуває в цьому стані. Проте, він розподіляється по {\displaystyle |\psi |^{2}} і неможливо виявити ніякого протиріччя з результатами експериментальних досліджень.
формалізм операторів як спостережуваних призвів до того, що багато хто вважає, що багато операторів еквівалентні. Теорія де Бройля — Бома, з її точки зору, вибирає спостережуване положення як пріорітитне спостережуване, а не, скажімо, спостережуване імпульсу. Знову ж, посилання на спостережуване положення є наслідком динаміки. Мотивацією для теорії де Бройля — Бома є опис системи частинок. Це означає, що мета теорії полягає в тому, щоб описати стан цих частинок в усі моменти часу. Інші спостережувані не мають такого переконливого онтологічного статусу. Отримання визначених позицій пояснює отримування певних результатів, таких як спалахи на екрані детектора. Інші спостережувані не призведуть до такого висновку, але не повинно бути ніяких проблем у визначенні математичної теорії для інших спостережуваних; дивись Гаймана та інших для відкриття того факту, що щільність ймовірності й струм ймовірності можуть бути визначені для будь-якого набору комутуючих операторів.

#### Приховані змінні
Теорія де Бройля — Бома часто згадується як теорія «прихованних змінних». Бом використовував цей опис у своїх початкових роботах на цю тему, пишучи, 
«З точки зору звичайної інтерпретації, ці додаткові елементи або параметри [що дозволяють здійснити детальний причинний і неперервний опис всіх процесів] можна назвати „прихованими“ змінними».Оригінальний текст (англ.)
"From the point of view of the usual interpretation, these additional elements or parameters [permitting a detailed causal and continuous description of all processes] could be called 'hidden' variables."
 Бом і Гайлі  пізніше заявили, що вони вважають вибір Бома терміну «приховані змінні» таким, що має занадто обмежувальний характер. Зокрема, вони стверджували, що частинка насправді не прихована, а натомість «це те, що найбезпосереднішим чином проявляється в спостереженні [хоча] її властивості не можна спостерігати з довільною точністю (в межах принципу невизначеності)». Проте, інші все-таки вважають термін «прихованих змінних» як відповідний опис.
Узагальнені траєкторії частинок можуть бути екстрапольовані через численні слабкі вимірювання ансамблю однаково підготовлених систем, і такі траєкторії збігаються з траєкторіями де Бройля — Бома. Зокрема, експеримент з двома сплутаними фотонами, в якому множина бомівських траєкторій для одного з фотонів була визначена з використанням слабких вимірювань і поствибірки, може бути зрозумілий в термінах нелокального зв'язку між траєкторією одного фотона і поляризацією іншого фотона. Проте, не тільки інтерпретація де Бройля — Бома, але і багато інших інтерпретацій квантової механіки, які не містять такі траєкторії, узгоджуються з такими експериментальними даними.

### Принцип невизначеності Гейзенберга
Принцип невизначеності Гейзенберга стверджує, що при здійсненні двох доповнювальних вимірювань, є межа для добутку їхньої точності. До прикладу, якщо вимірювати положення з точністю {\displaystyle \Delta x}, і імпульс з точністю {\displaystyle \Delta p}, тоді {\displaystyle \Delta x\Delta p\gtrsim h.} Якщо ми робимо додаткові вимірювання для того, щоб отримати більше інформації, ми порушимо систему і змінимо траєкторію на іншу залежно від налаштувань вимірювань. Таким чином, результати вимірювань, як і раніше, підкоряються співвідношенню невизначеності Гейзенберга.
У теорії де Бройля — Бома, по суті, завжди стоїть питання про положення та імпульс частинки. Кожна частинка має чітко визначену траєкторію, а також хвильову функцію. Спостерігачі мають обмежені знання щодо того, якою є ця траєкторія (і, отже, положення та імпульс). Це відсутність знань про траєкторію частинки, яка враховує принцип невизначеності. Що можна дізнатися про частинку в будь-який момент часу описується хвильовою функцією. Оскільки співвідношення невизначеності може бути отримане з хвильової функції в інших інтерпретації квантової механіки, воно може бути отримано аналогічним чином в теорії де Бройля — Бома (в епістемологічному сенсі згадуваному вище).
Для того, щоб поставити заяву інакше, положення частинок відомі тільки статистично. Як і в класичній механіці, послідовні спостереження позицій частинок уточнюють знання експериментатора про початкові умови частинки. Таким чином, при наступних спостереженнях, початкові умови стають все більше і більше обмеженими. Цей формалізм узгоджується зі звичайним використанням рівняння Шредінгера.
Для виведення співвідношення невизначеностей дивись принцип невизначеності Гейзенберга, зауваживши, що там описується він з точки зору копенгагенської інтерпретації.

### Квантова заплутаність, парадокс Ейнштейна-Подольського-Розена, теорема Белла і нелокальність
Теорія де Бройля — Бома висвітлила питання про нелокальність, що надихнуло Джона Белла на формулювання і доведення тепер відомої його теореми,, що в свою чергу, призвело до експериментів нерівності Белла.
В парадоксі Ейнштейна-Подольського-Розена, автори описують уявний експеримент, який можна було б провести на парі частинок, які взаємодіяли, результати якого вони інтерпретували як вказівку, що квантова механіка є неповною теорією.
Кілька десятиліть по тому Джон Белл довів теорему Белла (див 14 параграф у), в якій він показав, що для того, щоб інтерпретація квантової механіки з «прихованими змінними» узгоджувалася з емпіричними прогнозами квантової механіки, вона повинна бути або нелокальною (як інтерпретація Бома) або відмовитися від припущення, що експерименти завжди дають однакові результати (див інтерпретацію контрафактної означуваності і багатосвітову інтерпретацію). Зокрема, Белл довів, що будь-яка локальна теорія з однаковими результатами повинна зробити емпіричні передбачення, що задовольняють статистичне обмеження під назвою «нерівності Белла».
Ален Аспе провів серію експериментів нерівності Белла, що перевіряють нерівність Белла за допомогою налаштувань типу парадоксу Ейнштейна-Подольського-Розена. Результати Аспе показують експериментально, що нерівність Белла фактично порушується, а це означає, що відповідні квантово-механічні передбачення є правильними. У цих експериментах нерівності Белла, створені пари частинок, пов'язані квантовою заплутаністю; частинки відділяються і подорожують до віддалених вимірювальних приладів. Орієнтація вимірювального пристрою може бути змінена під час польоту частинок, демонструючи очевидну нелокальність ефекту.

Теорія де Бройля — Бома робить ті ж (емпірично правильні) передбачення для експериментів нерівності Белла, як звичайна квантова механіка. Це можливо тому, що теорія декларована явно нелокальною. Вона часто піддається критиці або відкидається на цій підставі; ставлення Белла було: 
«Це заслуга версії де Бройля — Бома за подачу цієї [нелокальності] так, що вона вже явно не може бути проігнорованою.»
Оригінальний текст (англ.)
"It is a merit of the de Broglie–Bohm version to bring this [nonlocality] out so explicitly that it cannot be ignored."
Теорія де Бройля — Бома описує фізику в експериментах нерівності Белла наступним чином: щоб зрозуміти еволюцію частинок, нам потрібно створити хвильове рівняння для обох частинок; орієнтація апарату впливає на хвильову функцію. Частинки в експерименті слідують вказівкам хвильової функції. Це хвильова функція, яка переносить швидше, ніж швидкість світла, ефектом зміни орієнтації пристрою. Аналіз того, яка саме нелокальність присутня і як вона сумісна з теорією відносності можна знайти в Модліна. Зверніть увагу, що в роботі Белла, і більш докладно в роботі Модліна показано, що нелокальність не дозволяє передачу сигналів зі швидкістю більшою, ніж швидкість світла.

### Межа, де проявляється класична поведінка
Формулювання Бома теорії де Бройля — Бома в термінах версії класичного виду має свої переваги, наприклад, поява класичної поведінки, здається, повинна наступати безпосередньо у будь-якій ситуації, в якій квантовим потенціалом можна знехтувати, як було зазначено Бомом у 1952 році. Сучасні методи декогеренції мають відношення до аналізу цієї межі. Див. Алорі та інших для кроків у напрямку ретельного аналізу.

### Метод квантової траєкторії
Робота Роберта Ваята на початку 2000-х років намагалася використовувати «частинки» Бома як адаптивну сітку, яка слідує за фактичною траєкторію квантового стану в часі й просторі. У методі «квантової траєкторії», підбирається квантова хвильова функція із сіткою квадратурних точок. Потім квадратурні точки розвиваються в часі відповідно до рівняння руху Бома. На кожному часовому кроці, повторно синтезується хвильова хвиля з точок, перераховуються квантові сили, і продовжується підрахунок. (Відео у форматі QuickTime для цього реактивного розсіювання можна завантажити на сайті групи Ваята [Архівовано 12 травня 2016 у Wayback Machine.])
Цей підхід був адаптований, розширений, і використаний багатьма дослідниками у спільноті хімічної фізики як спосіб обчислення напівкласичної і квазікласичної молекулярної динаміки. Нещодавній випуск 2007 року Журнал фізичної хімії (англ. Journal of Physical Chemistry)[недоступне посилання з липня 2019] був присвячений професору Ваяту і його роботі над «Обчислювальною бомівською динамікою».
Група [Архівовано 5 серпня 2021 у Wayback Machine.] Еріка Бітнера в університеті Х'юстона розробила статистичний варіант такого підходу, який використовує баєсівский метод відбору проб для зразків квантової щільність і обчислення квантового потенціалу на безструктурній сітці точок. Цей метод був недавно використаний для оцінки квантових ефектів в теплоємності малих кластерів Nen при n~100.
Все ще залишаються труднощі з використанням бомівського підходу, в основному, пов'язані з утворенням сингулярностей в квантовому потенціалі через вузли в квантовій хвильовій функції. Загалом, вузли формуються через інтерференційні ефекти, що призводить до випадку, коли {\displaystyle R^{-1}\nabla ^{2}R\rightarrow \infty .} Це призводить до нескінченної сили на частинки зразка змушуючи їх відійти від вузла і часто перетинаючи шлях інших точок вибірки (що порушує однозначність). Різні схеми були розроблені, щоб подолати цю проблему; проте, загальний розв'язок досі невідомий.
Ці методи, як і Бомівські формулювання рівнянь Гамільтона-Якобі, не застосовні до ситуацій, в яких повинна бути взята до уваги повна спінова динаміка.

### Критика у стилі Бритви Оккама
І Х'ю Еверетт і Девід Бом розглядали хвильову функцію як фізично реальне поле. Багатосвітова інтерпретація Еверетта є спробою показати, що хвильова функція самодостатня для пояснення всіх наших спостережень. Коли ми бачимо спалах детектора частинок або чуємо клацання лічильника Гейгера, то теорія Еверетта інтерпретує це як реакцію нашої хвильової функції на зміни хвильової функції детектора, який відповідає в свою чергу на проходження іншої хвильової функції (про яку ми думаємо як «частинку», але насправді це просто ще один хвильовий пакет). Згідно з цією теорією, жодна частинка не існує (в сенсі Бома наявності певного положення і швидкості). З цієї причини Еверетт іноді називав його власний багатосвітовий підхід як «чисто хвильову теорію». Говорячи про підхід Бома теорії 1952 року, Еверетт каже: 
Наша головна критика цієї точки зору полягає у простоті — якщо хтось бажає дотримуватися думки, що {\displaystyle \psi } є справжнє поле, то пов'язана з ним частинка є надлишковою, оскільки, як ми прагнули показати, чисто хвильова теорія самодостатня.
Оригінальний текст (англ.)
Our main criticism of this view is on the grounds of simplicity — if one desires to hold the view that {\displaystyle \psi } is a real field then the associated particle is superfluous since, as we have endeavored to illustrate, the pure wave theory is itself satisfactory.

З точки зору Еверета, частинки Бома зайві об'єкти для теорії, аналогічно, як і однаково непотрібне поняття, як світлоносний ефір, який визнаний непотрібним для спеціальної теорії відносності. Цей аргумент Еверетта іноді називають аргумент «надмірності», оскільки зайві частинки є надлишковими в сенсі бритви Оккама. Багато авторів висловлювали критичні погляди теорії де Бройля — Бома, порівнюючи його з багатосвітовим підходом Еверета. Багато (але не всі) прихильників теорії де Бройля — Бома (такі як Бом і Бел) інтерпретувати універсальну хвильову функцію, як фізично реальну. На думку деяких прихильників теорії Еверета, якщо розглядати хвильову функцію, яка ніколи не колапсує, як фізично реальну, то природно інтерпретувати теорію як таку, що має ті ж безліч світів, які має теорія Еверета. У погляді Еверета бомівська частинка виступає у ролі «покажчика», позначення або опції вибору тільки однієї гілки універсальної хвильової функції (припущення про те, що ця гілка вказує, який хвильовий пакет визначає спостережуваний результат даного експерименту, називається «припущення результату»); інші гілки призначені бути «порожніми» і, за неявним припущенням Бома, бути позбавленими свідомих спостерігачів. Дітер Зе так висловився про ці «порожні» гілки: 
Як правило, обходять увагою той факт, що теорія Бома містить ті ж самі «багато світів» динамічно окремих гілок, як і інтерпретація Еверета (тепер згадані як «порожні» хвильові компоненти), оскільки вона базується на точно такій же … глобальній хвильовій функції…
Оригінальний текст (англ.)
It is usually overlooked that Bohm's theory contains the same "many worlds" of dynamically separate branches as the Everett interpretation (now regarded as "empty" wave components), since it is based on precisely the same . . . global wave function . . .
Девід Дойч висловив ту ж точку зору більш «кисло»:
Теорії хвилі-пілота є теоріями паралельних всесвітів у стані хронічного заперечення.
Оригінальний текст (англ.)
pilot-wave theories are parallel-universe theories in a state of chronic denial.
Згідно з Брауном і Воллесом, частинки де Бройля — Бома не грають ніякої ролі в рішенні проблеми вимірювання. Ці автори стверджують, що «припущення результату» (дивись вище) не узгоджується з думкою, що немає ніякої проблеми вимірювання у випадку передбачуваного результату (тобто одного результату). Ці автори також стверджують, що стандартне неявне припущення теорії де Бройля — Бома (що спостерігачу стає відомо про конфігурацію частинок звичайних об'єктів за допомогою кореляції між такими конфігураціями і конфігурацією частинок в мозку спостерігача) є необґрунтованою. Цей висновок було поставлено під сумнів Ентоні Валентіні, який стверджує, що сукупність таких заперечень виникає через відмову від інтерпретації теорії Бройля — Бома на її власних умовах.
Згідно з Пітером Голандом, теорії можуть бути сформульовані в більш широких гамільтонових рамках, в яких частинки справді впливають назад на хвильову функцію.

## Наслідки
З теорії де Бройля — Бома було отримано багато результатів багато разів і багатьма способами. Нижче наведено шість наслідків-висновків, кожне з яких дуже різне і призводить до різних способів розуміння і розширення цієї теорії.
- Рівняння Шредінгера може бути отримане за допомогою гіпотези Ейнштейна про кванти світла: {\displaystyle E=\hbar \omega \;} і гіпотези де Бройля: {\displaystyle \mathbf {p} =\hbar \mathbf {k} \;}.

Керуюче рівняння може бути отримано аналогічним чином. Припустимо випадок плоскої хвилі: {\displaystyle \psi (\mathbf {x} ,t)=Ae^{i(\mathbf {k} \cdot \mathbf {x} -\omega t)}}. Зверніть увагу, що {\displaystyle i\mathbf {k} =\nabla \psi /\psi }. Припускаючи, що {\displaystyle \mathbf {p} =m\mathbf {v} } для фактичної швидкості частинки, ми маємо, що {\displaystyle \mathbf {v} ={\frac {\hbar }{m}}Im\left({\frac {\nabla \psi }{\psi }}\right)}. Таким чином, ми отримали керуюче рівняння.
Зверніть увагу на те, що цей висновок не використовує рівняння Шредінгера.
- Збереження щільності при часовій еволюції — це ще один спосіб виведення. Це метод, який цитує Белл. Саме цей метод узагальнює багато можливих альтернативних теорій. Відправною точкою є рівняння неперервності {\displaystyle -{\frac {\partial \rho }{\partial t}}=\nabla \cdot (\rho v^{\psi })} для щільності {\displaystyle \rho =|\psi |^{2}}. Це рівняння описує потік ймовірності вздовж струму. Ми беремо поле швидкостей, пов'язане з цим струмом як поле швидкостей, чиї інтегральні криві задають рух частинки.

- Спосіб застосовний для частинок без спіну — це зробити полярний розклад хвильової функції і перетворити рівняння Шредінгера у два пов'язані рівняння: рівняння неперервності зверху і рівняння Гамільтона-Якобі. Це метод, який використовується Бомом у 1952 році. Розклад і рівняння виглядають так:

Розкладання :. {\displaystyle \psi (\mathbf {x} ,t)=R(\mathbf {x} ,t)e^{iS(\mathbf {x} ,t)/\hbar }.} Зауважте, що {\displaystyle R^{2}(\mathbf {x} ,t)} відповідає густині ймовірності {\displaystyle \rho (\mathbf {x} ,t)=|\psi (\mathbf {x} ,t)|^{2}}.
Рівняння неперервності: {\displaystyle -{\frac {\partial \rho (\mathbf {x} ,t)}{\partial t}}=\nabla \cdot \left(\rho (\mathbf {x} ,t){\frac {\nabla S(\mathbf {x} ,t)}{m}}\right)}
Рівняння Гамільтона-Якобі: {\displaystyle {\frac {\partial S(\mathbf {x} ,t)}{\partial t}}=-\left[V+{\frac {1}{2m}}(\nabla S(\mathbf {x} ,t))^{2}-{\frac {\hbar ^{2}}{2m}}{\frac {\nabla ^{2}R(\mathbf {x} ,t)}{R(\mathbf {x} ,t)}}\right].}
Рівняння Гамільтона-Якобі — це рівняння, отримане з ньютонівської системи з потенціалом {\displaystyle V-{\frac {\hbar ^{2}}{2m}}{\frac {\nabla ^{2}R}{R}}} і полем швидкостей {\displaystyle {\frac {\nabla S}{m}}.} Потенціал {\displaystyle V} — це класичний потенціал, який з'являється в рівнянні Шредінгера, а інший доданок залежний від {\displaystyle R}, — це квантовий потенціал, поняття, яке ввів Бом.
Це призводить до розуміння квантової теорії, в якому частинки рухаються через дію класичної сили, зміненої на значення квантової сили. Однак, на відміну від стандартної ньютонівської механіки, початкове поле швидкостей вже визначене {\displaystyle {\frac {\nabla S}{m}}}, що є ознакою того, що дана теорія є теорією першого порядку, а не теорією другого порядку.
- Четвертий висновок розробили Дюрр та інші.[14] У своєму висновку, вони отримують поле швидкостей, вимагаючи відповідних властивостей перетворення, визначеного різними симетріями, які задовольняє рівняння Шредінгера, як тільки хвильова функція перетворена відповідним чином. Керуюче рівняння випливає з цього аналізу.

- П'ятий висновок розроблений Дюрром та іншими[34] підходить для узагальнення в квантовій теорії поля і рівняння Дірака. Ідея полягає в тому, що поле швидкості також можна розуміти як диференційний оператор першого порядку, що діє на функції. Таким чином, якщо ми знаємо, як він діє на функціях, ми знаємо, що це за оператор. Тоді визначається оператор Гамільтона {\displaystyle H}, рівняння, яке мають задовольняти усі функції {\displaystyle f} (з пов'язаним оператором множення {\displaystyle {\hat {f}}}), є наступним:

{\displaystyle (v(f))(q)=\mathrm {Re} {\frac {(\psi ,{\frac {i}{\hbar }}[H,{\hat {f}}]\psi )}{(\psi ,\psi )}}(q)} де {\displaystyle (v,w)} — локальний ермітовий скалярний добуток на просторі значень хвильової функції.
Це формулювання допускає стохастичні теорії, такі як створення і знищення частинок.
- Ще один висновок отриманий Пітером Р. Голандом, на якому він базує усю своє працю, представлену в його підручнику з квантової фізики Квантова теорія руху (англ. The Quantum Theory of Motion), що є основним довідником по теорії де Бройля — Бома. Він заснований на трьох основних постулатах і додаткового четвертого постулату, який пов'язує хвильову функцію з ймовірностями вимірювання:[60]

1. Фізична система полягати в просторо-часовій хвилі, що розповсюджується і точкової частинки, що пілотується хвилею;
2. Хвиля описується математичним розв'язком {\displaystyle \psi } хвильового рівняння Шредінгера;
3. Рух частинки описується розв'язком рівняння {\displaystyle \mathbf {\dot {x}} (t)=[\nabla S(\mathbf {x} (t),t))]/m} в залежності від початкової умови {\displaystyle \mathbf {x} (t=0)}, де {\displaystyle S} фаза {\displaystyle \psi }.
Четвертий постулат є дочірнім, що узгоджується з першими трьома:
4. Імовірність {\displaystyle \rho (\mathbf {x} (t))} знаходження частинки у диференціалі об'єму {\displaystyle d^{3}x} в момент t дорівнює {\displaystyle |\psi (\mathbf {x} (t))|^{2}}.

## Історія
Теорія де Бройля — Бома має історію різних формулювань і назв. В цьому розділі кожен етап названий і охарактеризований.

### Теорія хвилі-пілота
Луї де Бройль представив свою теорію хвилі-пілота на п'ятому сольвеївському конгресі у 1927 році, після тісної співпраці зі Шредінгером, який розробив своє хвильове рівняння для теорії де Бройля. Наприкінці презентації Вольфганг Паулі зазначив, що ця теорія не була сумісна з напівкласичною технікою Фермі, раніше прийнятою в разі непружного розсіювання. Всупереч популярній легенді, де Бройль фактично дав правильне спростування, що конкретний метод не може бути узагальнений для цілей Паулі, хоча публіка, можливо, не змогла збагнути технічних деталей і лагідна манера де Бройля залишила враження, що заперечення Паулі було доречне. Його зрештою переконали відмовитися від цієї теорії, через те, що він був «збентежений критичними зауваженнями, які [вона] спровокувала». Теорія де Бройля вже була застосовна для багатьох безспінових частинок, але їй бракувало адекватної теорії вимірювання, оскільки ніхто не розумів квантової декогеренції в той час. Аналіз презентації де Бройля поданий у роботі Бачаґалуппі та інших. Крім того, в 1932 році Джон фон Нейман опублікував статтю, яка широко вважалася такою, що спростовує можливість існування теорій з прихованими змінними, однак, помилково, як показано Джеффрі Баб. Це вирішило долю теорії де Бройля протягом наступних двох десятиліть.
У 1926 році Ервін Маделунг розробив гідродинамічну версію рівняння Шредінгера, який хибно вважається основою для виведення щільності струму у теорії де Бройля — Бома. Рівняння Маделунга, бувши квантовою версією рівняння Ейлера, філософськи відрізняються від механіки де Бройля — Бома і є основою стохастичної інтерпретації квантової механіки.
Пітер Голанд зазначив, що раніше в 1927 році Ейнштейн фактично представив препринт з подібною пропозицією, але, оскільки не був упевнений у цій теорії, скасував його перед публікацією. За Голандом, недооцінка ключових моментів теорії де Бройля — Бома призвела до плутанини, ключовим моментом є те, «що траєкторії квантової системи з багатьох тіл корелюють не тому, що частинки створюють прямий вплив одна на одну (а-ля Кулон), але тому, що всі вони рухаються через вплив сутності — яка математично описується хвильовою функцією або функціями, що залежать від неї — що лежить за ними» (англ. "that the trajectories of a many-body quantum system are correlated not because the particles exert a direct force on one another (à la Coulomb) but because all are acted upon by an entity – mathematically described by the wavefunction or functions of it – that lies beyond them"). Ця сутність — це квантовий потенціал.
Після публікації популярного підручника з квантової механіки, що дотримувався повністю Копенгагенської ортодоксії, Бом був переконаний Ейнштейном критично переглянути теорему фон Неймана. Результатом був "Пропоноване трактування квантової теорії в термінах «прихованих змінних» І і II' (англ. 'A Suggested Interpretation of the Quantum Theory in Terms of "Hidden Variables" I and II') [Бом 1952]. Це було незалежним зародженням теорії хвилі-пілота, і розширення для включення узгодженої теорії вимірювання, а також для вирішення критики Паулі, на яку де Бройль не належним чином відреагував; яке було взяте детермінованим (хоча Бом натякнув в оригінальних роботах про те, які повинні бути порушення детермінованості цього, аналогічні до того, як броунівський рух порушує ньютонівську механіку). Цей етап відомий як теорія де Бройля — Бома в роботі Белла 1987 року і є основою для «квантової теорії руху» (англ. 'The Quantum Theory of Motion') Голанда 1993 року.
Цей етап застосовний до багатьох частинок, і є детермінованим.
Теорія де Бройля — Бома є прикладом теорії прихованих змінних. Бом спочатку сподівався, що приховані змінні можуть забезпечити локальний, причинний, об'єктивний опис, який вирішив би або усунув би багато з парадоксів квантової механіки, такі, як кішка Шредінгера, проблема вимірювання і колапс хвильової функції. Проте, теорема Белла ускладнює цю надію, оскільки вона свідчить про те, що не може бути локальної теорії прихованих змінних, яка була б сумісною з передбаченнями квантової механіки. Бомівська інтерпретація причинна, але нелокальна.
Робота Бома в значній мірі ігнорувалася або різко критикувалася іншими фізиками. Альберт Ейнштейн, який припустив, що пошук Бома для реалістичної альтернативи переважним копенгагенської інтерпретації, не вважав інтерпретацію Бома задовільною відповіддю на питання квантової нелокальності, назвавши її «занадто дешево.», в той час як Вернер Гайзенберг вважав її «надлишковою ’ідеологічною надбудовою’». Вольфганг Паулі, який не був переконаним де Бройлем в 1927 році, поступився Бому наступним чином:
Я тільки що отримав Вашого довгого листа від 20-го листопада, і я також більш ретельно вивчив деталі вашої роботи. Я не бачу більше можливості будь-якого логічного протиріччя до тих пір, поки ваші результати повністю узгоджуються з результатами звичайної хвильової механіки і до тих пір, як аж ніяк не дано виміряти значення ваших прихованих параметрів як за допомогою вимірювальної апаратури і в спостереженні [так в оригіналі] системи. Наскільки вся ця справа стоїть зараз, ваші «додаткові хвильово-механічні передбачення» все ще є чеком, який не можна перевести у готівку.Оригінальний текст (англ.)
I just received your long letter of 20th November, and I also have studied more thoroughly the details of your paper. I do not see any longer the possibility of any logical contradiction as long as your results agree completely with those of the usual wave mechanics and as long as no means is given to measure the values of your hidden parameters both in the measuring apparatus and in the observe [sic] system. As far as the whole matter stands now, your ‘extra wave-mechanical predictions’ are still a check, which cannot be cashed.
Згодом він описав теорію Бома, як «штучну метафізику».
За словами фізика Макса Дрездена, коли теорія Бома була представлена в Інституті передових досліджень в Прінстоні, багато заперечення були переходом на особистості через симпатії Бома до комуністів, проілюстровані його відмовою від подачі свідчень в комісію з розслідування антиамериканської діяльності
У 1979 році Кріс Філіпідіс, Кріс Д'юдні і Бейсіл Гайлі були першими, хто виконав чисельні розрахунки на основі квантового потенціалу, щоб вивести ансамблі траєкторій частинок. Їхня робота відновила інтерес фізиків до інтерпретації Бома квантової фізики
Зрештою Джон Белл почав захищати теорію. В книзі Белла 1987 року «Про що говорять і про що мовчать у квантовій механіці» (англ. "Speakable and Unspeakable in Quantum Mechanics)], деякі з робіт стосуються теорій прихованих змінних (які містять теорію Бома).
Траєкторії моделі Бома, яка приведе до конкретних експериментальних налаштувань, були деякими названі «сюрреалістичним». Все ще в 2016 році, математик і фізик Шелдон Голдштейн сказав про теорію Бома: «Раніше ви не могли навіть говорити про це, тому що це було єретичним. Ймовірно, досі це ще поцілунок смерті для кар'єри фізика, щоб насправді працювати над теорією Бома, але, можливо, це зміниться» (англ. “There was a time when you couldn’t even talk about it because it was heretical. It probably still is the kiss of death for a physics career to be actually working on Bohm, but maybe that’s changing.”)

### Бомівська механіка
Цей термін використовується для опису тієї ж теорії, але з акцентом на поняття електричного струму, яка визначається на основі гіпотези квантової рівноваги, що ймовірність підкоряється правилу Борна. Термін «Бомівська механіка» також часто використовується для включення більшості подальших розширень після безспінової версії Бома. Хоча у теорії де Бройля — Бома Лагранжіан і рівняння Гамільтона-Якобі виступають основним фокусом і фоном, з іконою квантового потенціалу, Бомівська механіка розглядає рівняння неперервності як первинне і керуюче рівняння виступає тут іконою. Вони математично еквівалентні до того часу, поки формалізм Гамільтона-Якобі застосовний, тобто, для безспінових частинок. Роботи Дюрра і його колег принесли популярність цьому терміну.
Все з нерелятивістської квантової механіки може бути повністю враховане у цій теорії.

### Причинна інтерпретація і онтологічна інтерпретація
Бом розвивав свої оригінальні ідеї, назвавши їх причинною інтерпретацією. Пізніше він відчув, що значення слова причинна лежить занадто близько до значення слова детермінована і волів називати його теорію онтологічною інтерпретацією. Основним посиланням є книга 'Нерозділений Всесвіт' англ. 'The Undivided Universe' [Бом, Гайлі 1993].
Цей етап охоплює роботу Бома й у співпраці з Жаном-П'єром Віґ’єром і Бейсілом Гайлі. Бом чітко висловлюється, що ця теорія не є детермінованою (робота з Гайлі містить стохастичну теорію). Таким чином, ця теорія не є, строго кажучи, формулюванням теорії де Бройля — Бома. Проте, вона заслуговує на увагу тут тому, що термін «Бомівська інтерпретація» є неоднозначним між цією теорією і теорією де Бройля — Бома.
Поглиблений аналіз можливих інтерпретацій моделі Бома 1952 року був здійснений в 1996 році науковим філософом Артуром Файном.

## Зноски
1. ↑  Bohm, David (1952). A Suggested Interpretation of the Quantum Theory in Terms of 'Hidden Variables' I. Physical Review. 85: 166—179. Bibcode:1952PhRv...85..166B. doi:10.1103/PhysRev.85.166. («На відміну від звичайної інтерпретації, ця альтернативна інтерпретація дозволяє уявити кожну окрему систему у точно визначеному стані, чиї зміни з часом визначаються певними законами, що аналогічні (але не ідентичні) до класичних рівнянь руху. Квантовомеханічні ймовірності розглядаються (як і їхні відповідники в класичній статистичній механіці), як тільки практична необхідність, а не як вроджена відсутність повного визначення властивості матерії на квантовому рівні.»)
2. ↑  F. David Peat, Infinite Potential: The Life and Times of David Bohm (1997), p. 133. Джеймс Кушинг у книзі Quantum Mechanics: Historical Contingency and the Copenhagen Hegemony (1994) обговорює «гегемонію копенгагенської інтерпретації квантової механіки» над такими теоріями, як бомівська механіка як приклад того, як прийняття наукових теорій може керуватися соціальними аспектами.
3. ↑  Книга Девіда Бомаі Безіла Гайлі The Undivided Universe — An Ontological Interpretation of Quantum Theory з'явилася після смерті Бома, в 1993 році; огляд якої [Архівовано 5 березня 2016 у Wayback Machine.] написав Шелдон Ґолдштейну статті Physics Today (1994). J. Cushing, A. Fine, S. Goldstein (eds.), Bohmian Mechanics and Quantum Theory — An Appraisal (1996).
4. ↑  John W. M. Bush: «Quantum mechanics writ large» [Архівовано 15 грудня 2017 у Wayback Machine.]
5. ↑  Публікації Д. Бома в 1952 і 1953 роках і з Ж. П. Віґєром в 1954 році, як процитовано у Antony Valentini; Hans Westman (8 січня 2005). Dynamical origin of quantum probabilities. Proc. R. Soc. A. 461 (2053): 253—272. arXiv:quant-ph/0403034. Bibcode:2005RSPSA.461..253V. doi:10.1098/rspa.2004.1394. p. 254
6. ↑  [Спостерігаючи середні траєкторії одиничних фотонів в двощілинному інтерферометрі([[англійська мова|англ.]] "Observing the Average Trajectories of Single Photons in a Two-Slit Interferometer"). Архів оригіналу за 24 вересня 2015. Процитовано 18 квітня 2016. {{cite web}}: Назва URL містить вбудоване вікіпосилання (довідка) Спостерігаючи середні траєкторії одиничних фотонів в двощілинному інтерферометрі(англ. "Observing the Average Trajectories of Single Photons in a Two-Slit Interferometer")]
7. ↑  David Bohm (1957). Causality and Chance in Modern Physics. Routledge & Kegan Paul and D. Van Nostrand. ISBN 0-8122-1002-6., p. 117.
8. ↑  D. Bohm and B. Hiley: The undivided universe: An ontological interpretation of quantum theory, p. 37.
9. ↑  H. R. Brown, C. Dewdney and G. Horton: «Bohm particles and their detection in the light of neutron interferometry», Foundations of Physics, 1995, Volume 25, Number 2, pp. 329—347.
10. ↑  J. Anandan, «The Quantum Measurement Problem and the Possible Role of the Gravitational Field», Foundations of Physics, March 1999, Volume 29, Issue 3, pp. 333—348.
11. ↑  D. Bohm and B. Hiley: The undivided universe: An ontological interpretation of quantum theory, p. 24 [Архівовано 5 листопада 2012 у Wayback Machine.]
12. ↑  Peter R. Holland: The Quantum Theory of Motion: An Account of the De Broglie-Bohm Causal Interpretation of Quantum Mechanics, Cambridge University Press, Cambridge (вперше опубліковано 25 червня 1993 року), ISBN 0-521-35404-8 книга в твердій обкладинці, ISBN 0-521-48543-6 книга в м'якій обкладинці, переведений в цифровий друк у 2004 році, Глава I. розділ (7) «There is no reciprocal action of the particle on the wave», p. 26 [Архівовано 24 грудня 2016 у Wayback Machine.]
13. ↑    - P. Holland: «Hamiltonian theory of wave and particle in quantum mechanics II: Hamilton-Jacobi theory and particle back-reaction», Nuovo Cimento B 116, 2001, pp. 1143–1172, Повнотекстовий препринт с. 31 [Архівовано 10 листопада 2011 у Wayback Machine.])
14. 1 2 3 4  Dürr, D.; Goldstein, S.; Zanghì, N. (1992). Quantum Equilibrium and the Origin of Absolute Uncertainty. Journal of Statistical Physics. 67: 843—907. arXiv:quant-ph/0308039. Bibcode:1992JSP....67..843D. doi:10.1007/BF01049004. Архів оригіналу за 18 січня 2016. Процитовано 18 квітня 2016.
15. ↑  Towler, M. D.; Russell, N. J.; Valentini A., pbs., [Архівовано 8 травня 2017 у Wayback Machine.] Часові шкали для динамічної релаксації правила Борна англ. "Timescales for dynamical relaxation to the Born rule" quant-ph/11031589
16. ↑  «Quantum Equilibrium and the Origin of Absolute Uncertainty» [Архівовано 18 січня 2016 у Wayback Machine.], D. Dürr, S. Goldstein and N. Zanghì, Journal of Statistical Physics 1992; 67, 843—907
17. ↑  Олівер Пасон, «Те, що ви завжди хотіли знати про бомівську механіку, але боялися запитати», Запрошена доповідь на весняній сесії Deutsche Physikalische Gesellschaft, Dortmund, 2006, arXiv: quant-ph/0611032, p. 13.
18. ↑  Dürr, D.; Goldstein, S.; Münch-Berndl, K.; Zanghì, N. (1999). Hypersurface Bohm-Dirac Models. Physical Review A. 60: 2729—2736. arXiv:quant-ph/9801070. Bibcode:1999PhRvA..60.2729D. doi:10.1103/physreva.60.2729. Архів оригіналу за 17 серпня 2016. Процитовано 18 квітня 2016.
19. ↑  Dürr, Detlef; Goldstein, Sheldon; Norsen, Travis; Struyve, Ward; Zanghì, Nino (2013). Чи можна з Бомівської механіки зробити релятивістську? (Мовою оригіналу: "Can Bohmian mechanics be made relativistic?"). Proceedings of the Royal Society A: Mathematical, Physical and Engineering Sciences. 470: 20130699. doi:10.1098/rspa.2013.0699. Архів оригіналу за 4 березня 2016. Процитовано 18 квітня 2016.
20. 1 2  Ghose, Partha (1996). Relativistic quantum mechanics of spin-0 and spin-1 bosons (PDF). Foundations of Physics. 26 (11): 1441—1455. Bibcode:1996FoPh...26.1441G. doi:10.1007/BF02272366.[недоступне посилання]
21. ↑  Cufaro Petroni, Nicola; Vigier, Jean-Pierre. Remarks on Observed Superluminal Light Propagation. Foundations of Physics Letters. 14 (4): 395—400. doi:10.1023/A:1012321402475., в ньому: розділ 3. Conclusions, стор. 399
22. ↑  Ghose, Partha; Majumdar, A. S.; Guhab, S.; Sau, J. (2001). Bohmian trajectories for photons (PDF). Physics Letters A. 290: 205—213. arXiv:quant-ph/0102071. Bibcode:2001PhLA..290..205G. doi:10.1016/s0375-9601(01)00677-6.
23. ↑  Sacha Kocsis, Sylvain Ravets, Boris Braverman, Krister Shalm, Aephraim M. Steinberg: «Спостерігаючи траєкторії одного фотона за допомогою слабкого вимірювання» (англ. "Observing the trajectories of a single photon using weak measurement") [Архівовано 26 червня 2011 у Wayback Machine.] 19-ий Конгрес Австралійського інституту фізики у 2010 році (англ. 19th Australian Institute of Physics (AIP) Congress, 2010)
24. ↑  Kocsis, Sacha; Braverman, Boris; Ravets, Sylvain; Stevens, Martin J.; Mirin, Richard P.; Shalm, L. Krister; Steinberg, Aephraim M. (2011). Observing the Average Trajectories of Single Photons in a Two-Slit Interferometer. Science. 332 (6034): 1170—1173. Bibcode:2011Sci...332.1170K. doi:10.1126/science.1202218.
25. ↑  Dewdney, Chris; Horton, George (2002). Relativistically invariant extension of the de Broglie Bohm theory of quantum mechanics. Journal of Physics A: Mathematical and General. 35 (47): 10117—10127. arXiv:quant-ph/0202104. Bibcode:2002JPhA...3510117D. doi:10.1088/0305-4470/35/47/311.
26. ↑  Dewdney, Chris; Horton, George (2004). A relativistically covariant version of Bohm's quantum field theory for the scalar field. Journal of Physics A: Mathematical and General. 37 (49): 11935—11943. arXiv:quant-ph/0407089. Bibcode:2004JPhA...3711935H. doi:10.1088/0305-4470/37/49/011.
27. ↑  Dewdney, Chris; Horton, George (2010). A relativistic hidden-variable interpretation for the massive vector field based on energy-momentum flows. Foundations of Physics. 40 (6): 658—678. Bibcode:2010FoPh...40..658H. doi:10.1007/s10701-010-9456-9.
28. ↑  Nikolić, Hrvoje (2005). Relativistic Quantum Mechanics and the Bohmian Interpretation. Foundations of Physics Letters. 18 (6): 549—561. arXiv:quant-ph/0406173. Bibcode:2005FoPhL..18..549N. doi:10.1007/s10702-005-1128-1.[недоступне посилання]
29. 1 2  Nikolic, H (2010). QFT as pilot-wave theory of particle creation and destruction. International Journal of Modern Physics. 25: 1477—1505. arXiv:0904.2287. Bibcode:2010IJMPA..25.1477N. doi:10.1142/s0217751x10047889. Архів оригіналу за 29 листопада 2014. Процитовано 21 квітня 2016.
30. ↑  Hrvoje Nikolić: «Час в релятивістській і нерелятивістській квантовій механіці» (англ. "Time in relativistic and nonrelativistic quantum mechanics"[недоступне посилання з вересня 2019], arXiv:0811/0811.1905v2 (представлено 12 листопада 2008 року (перша версія), переглянуто 12 січня 2009 року)
31. ↑  Hrvoje Nikolić: [Архівовано 29 листопада 2014 у Wayback Machine.] «Суміщення нелокальної реальності з теорією відносності»(англ. "Making nonlocal reality compatible with relativity"), arXiv:1002.3226v2 [quant-ph] (представлено 17 лютого 2010 року, версія від 31 травня 2010 року)
32. ↑  Hrvoje Nikolić: [Архівовано 29 листопада 2014 у Wayback Machine.] «Бомівська механіка в релятивістській квантовій механіці, квантовій теорії поля і теорії струн»(англ. "Bohmian mechanics in relativistic quantum mechanics, quantum field theory and string theory"), 2007 рік, Journal of Physics: Conf. Ser. 67 012035
33. ↑  Roderick Sutherland: [Архівовано 18 січня 2016 у Wayback Machine.] «Опис Лагранжіана для частинкової інтерпретації квантової механіки — Випадок заплутування багатьох частинок» (англ. "Lagrangian Description for Particle Interpretations of Quantum Mechanics — Entangled Many-Particle Case"), arXiv:1509.02442
34. 1 2  Dürr, D., Goldstein, S., Tumulka, R., and Zanghì, N., 2004, «Bohmian Mechanics and Quantum Field Theory» [Архівовано 18 січня 2016 у Wayback Machine.], Physical Review Letters 93: 090402:1–4.
35. ↑  Dürr, D., Tumulka, R., and Zanghì, N., Journal of Physics A: Math. Gen. 38, R1–R43 (2005), quant-ph/0407116 [Архівовано 12 квітня 2018 у Wayback Machine.]
36. ↑  Dürr, D.; Goldstein, S.; Taylor, J.; Tumulka, R.; Zanghì, N. (2007). Quantum Mechanics in Multiply-Connected Spaces. Phys. A: Math. Theor. 40: 2997—3031. arXiv:quant-ph/0506173. Bibcode:2007JPhA...40.2997D. doi:10.1088/1751-8113/40/12/s08. Архів оригіналу за 17 серпня 2016. Процитовано 21 квітня 2016.
37. ↑  Valentini, A (1991). Signal-Locality, Uncertainty and the Subquantum H-Theorem. II. Physics Letters A. 158: 1—8. Bibcode:1991PhLA..158....1V. doi:10.1016/0375-9601(91)90330-b.
38. 1 2  Bell, John S. (1987). Speakable and Unspeakable in Quantum Mechanics. Cambridge University Press. ISBN 0521334950.
39. ↑  Albert, D. Z., 1992, Quantum Mechanics and Experience, Cambridge, MA: Harvard University Press
40. ↑  Daumer, M.; Dürr, D.; Goldstein, S.; Zanghì, N. (1997). Naive Realism About Operators. Erkenntnis. 45: 379—397. Архів оригіналу за 17 серпня 2016. Процитовано 21 квітня 2016.
41. ↑  Dürr, D., Goldstein, S., and Zanghì, N., «Quantum Equilibrium and the Role of Operators as Observables in Quantum Theory» [Архівовано 18 січня 2016 у Wayback Machine.] Journal of Statistical Physics 116, 959—1055 (2004)
42. ↑  Hyman, Ross et al Bohmian mechanics with discrete operators, Journal of Physics A: Math. Gen. 37 L547–L558, 2004
43. ↑  David Bohm, Basil Hiley: The Undivided Universe: An Ontological Interpretation of Quantum Theory, видання, опубліковане в електронній бібліотеці Тейлора і Френсіса у 2009 році (перше видання Routledge, 1993), ISBN 0-203-98038-7, p. 2 [Архівовано 5 липня 2014 у Wayback Machine.]
44. ↑  «Хоча прогнози, що перевіряються бомівською механікою ізоморфні стандартній Копенгагенській квантовій механіці, її основоположні приховані змінні повинні бути, в принципі, неспостережуваними. Якщо можна було б спостерігати за ними, можна було б мати можливість скористатися цим і відправляти сигнали швидше за світло, що — згідно спеціальної теорії відносності — призводить до фізичних часових парадоксів.» англ. "While the testable predictions of Bohmian mechanics are isomorphic to standard Copenhagen quantum mechanics, its underlying hidden variables have to be, in principle, unobservable. If one could observe them, one would be able to take advantage of that and signal faster than light, which – according to the special theory of relativity – leads to physical temporal paradoxes." J. Kofler and A. Zeiliinger, «Quantum Information and Randomness», European Review (2010), Vol. 18, No. 4, 469—480.
45. ↑  Mahler, D. H.; Rozema, L.; Fisher, K.; Vermeyden, L.; Resch, K. J.; Wiseman, H. M.; Steinberg, A. (19 лютого 2016). Experimental nonlocal and surreal Bohmian trajectories. Science Advances (англ.). Т. 2, № 2. с. e1501466—e1501466. doi:10.1126/science.1501466. ISSN 2375-2548. PMC 4788483. PMID 26989784. Процитовано 20 грудня 2024.{{cite news}}:  Обслуговування CS1: Сторінки з PMC з іншим форматом (посилання)
46. ↑  Researchers demonstrate 'quantum surrealism' [Архівовано 23 квітня 2016 у Wayback Machine.], phys.org, 19 February 2016
47. ↑  Anil Ananthaswamy: Quantum weirdness may hide an orderly reality after all [Архівовано 27 квітня 2016 у Wayback Machine.], newscientist.com, 19 February 2016
48. ↑  Bell J. S. (1964). On the Einstein Podolsky Rosen Paradox (PDF). Physics. 1: 195. Архів оригіналу (PDF) за 28 вересня 2019. Процитовано 21 квітня 2016.
49. ↑  Einstein; Podolsky; Rosen (1935). Can Quantum Mechanical Description of Physical Reality Be Considered Complete?. Phys. Rev. 47 (10): 777—780. Bibcode:1935PhRv...47..777E. doi:10.1103/PhysRev.47.777.
50. ↑  Белл, сторінка 115
51. ↑  Maudlin, T. (1994). Quantum Non-Locality and Relativity: Metaphysical Intimations of Modern Physics. Cambridge, Mass.: Blackwell. ISBN 0631186093.
52. ↑  Allori, V.; Dürr, D.; Goldstein, S.; Zanghì, N. (2002). Seven Steps Towards the Classical World. Journal of Optics B. 4: 482—488. doi:10.1088/1464-4266/4/4/344. Архів оригіналу за 17 серпня 2016. Процитовано 21 квітня 2016.
53. 1 2 3 4 5 6 7  Brown, Harvey R; Wallace, David (2005). Solving the measurement problem: de Broglie-Bohm loses out to Everett (PDF). Foundations of Physics. 35: 517—540. arXiv:quant-ph/0403094. Bibcode:2005FoPh...35..517B. doi:10.1007/s10701-004-2009-3. Архів оригіналу (PDF) за 9 липня 2010. Процитовано 21 квітня 2016. Анотація: "Квантова теорія де Бройля і Бома вирішує проблему вимірювання, але гіпотетичні корпускули не грають ніякої ролі в аргументі. Рішення знаходить більш природну оселю в інтерпретації Еверетта.англ. Abstract: "The quantum theory of de Broglie and Bohm solves the measurement problem, but the hypothetical corpuscles play no role in the argument. The solution finds a more natural home in the Everett interpretation."
54. ↑  Див розділ VI дисертації Еверетта: [Архівовано 16 жовтня 2012 у Wayback Machine.] Теорія універсальної хвильової функції англ. Theory of the Universal Wavefunction, P. 3-140 за редакцією Брайс Селігман ДеВіт, Нейль Ґрем, Багатосвітова інтерпретація квантової механіки англ. The Many-Worlds Interpretation of Quantum Mechanics, Princeton Series in Physics, Princeton University Press (1973), ISBN 0-691-08131-X
55. ↑  Craig Callender: «Аргумент надмірності проти бомівської механіки» англ. "The Redundancy Argument Against Bohmian Mechanics" [Архівовано 12 червня 2010 у Wayback Machine.]
56. ↑  Деніел Деннет (2000).  З невеликою допомогою моїх друзів.  англ. With a little help from my friends. За редакцією Д. Росс, А. Брук, Д. Томпсон, англ. In D. Ross, A. Brook, and D. Thompson (Eds.), Філософія Деннета: всебічна оцінка англ. Dennett's Philosophy: a comprehensive assessment. MIT Press/Bradford, ISBN 0-262-68117-X.
57. ↑  Девід Дойч, Коментар на Локвуд. (англ. Comment on Lockwood.) Британський журнал філософії науки англ. British Journal for the Philosophy of Science 47, 222228, 1996
58. ↑  Valentini A., [Архівовано 18 січня 2017 у Wayback Machine.] «Де Бройля — Бома теорія хвилі-пілота: безліч світів в запереченні?» англ. "De Broglie-Bohm pilot wave theory: many worlds in denial?" Багато світів? Еверет, квантова теорія і реальність англ. Many Worlds? Everett, Quantum Theory, and Reality, ред. С. Сондерс і ін. англ. eds. S. Saunders et al. (Oxford University Press, 2010), P. 476—509
59. ↑  П. Голланд, «Гамільтонова теорія хвилі і частинки в квантовій механіці I, II» англ. "Hamiltonian Theory of Wave and Particle in Quantum Mechanics I, II", Nuovo Cimento B 116, 1043, 1143 (2001) онлайн [Архівовано 10 листопада 2011 у Wayback Machine.]
60. ↑  Peter R. Holland: Квантова теорія руху (англ. The quantum theory of motion), Cambridge University Press, 1993 (перевидана у 2000 році, переведена у цифровий друк 2004 року), ISBN 0-521-48543-6, с. 66
61. ↑  Solvay Conference, 1928, Electrons et Photons: Rapports et Descussions du Cinquieme Conseil de Physique tenu a Bruxelles du 24 au 29 October 1927 sous les auspices de l'Institut International Physique Solvay
62. ↑   Луї де Бройль, в передмові до книги Девіда Бома Причинність і ймовірність в сучасній фізиці (1957). (англ. Causality and Chance in Modern Physics)
63. ↑  Bacciagaluppi, G., and Valentini, A., «Quantum Theory at the Crossroads»: Reconsidering the 1927 Solvay Conference
64. ↑  Див короткий опис Тавлера, [Архівовано 22 березня 2016 у Wayback Machine.] «Теорія хвилі-пілота, бомівська метафізика і основи квантової механіки» англ. "Pilot wave theory, Bohmian metaphysics, and the foundations of quantum mechanics" [Архівовано 2016-03-22 у Wayback Machine.]
65. ↑  von Neumann, J. 1932 Mathematische Grundlagen der Quantenmechanik
66. ↑  Bub, Jeffrey (2010). Von Neumann's 'No Hidden Variables' Proof: A Re-Appraisal. Foundations of Physics. 40 (9–10): 1333—1340. arXiv:1006.0499. Bibcode:2010FoPh...40.1333B. doi:10.1007/s10701-010-9480-9.
67. ↑  Madelung, E. (1927). Quantentheorie in hydrodynamischer Form. Z. Phys. 40 (3–4): 322—326. Bibcode:1927ZPhy...40..322M. doi:10.1007/BF01400372.
68. ↑  Tsekov, Roumen (2012). Bohmian Mechanics versus Madelung Quantum Hydrodynamics. doi:10.13140/RG.2.1.3663.8245.
69. ↑  Holland, Peter (2004). What's wrong with Einstein's 1927 hidden-variable interpretation of quantum mechanics?. Foundations of Physics. 35 (2): 177—196. arXiv:quant-ph/0401017. Bibcode:2005FoPh...35..177H. doi:10.1007/s10701-004-1940-7. с. 1 [Архівовано 12 липня 2015 у Wayback Machine.]
70. ↑  Holland, Peter (2004). What's wrong with Einstein's 1927 hidden-variable interpretation of quantum mechanics?. Foundations of Physics. 35 (2): 177—196. arXiv:quant-ph/0401017. Bibcode:2005FoPh...35..177H. doi:10.1007/s10701-004-1940-7. p. 14 [Архівовано 12 липня 2015 у Wayback Machine.]
71. ↑  (Лист від 12 травня 1952 року від Ейнштейна Максу Борну, у The Born–Einstein Letters, Macmillan, 1971, с. 192.
72. ↑  Werner Heisenberg, Physics and Philosophy (1958), p. 133.
73. ↑  Паулі Бому, 3 грудня 1951 року у Вольфганга Паулі, Scientific Correspondence, Том IV — Частина I, [ред. Карла фон Меєна], (Берлін, 1996), стор. 436—441.
74. ↑  Pauli, W. (1953). «Remarques sur le probleme des parametres caches dans la mecanique quantique et sur la theorie de l'onde pilote». Під ред. А. Джорджа, Louis de Broglie—physicien et penseur (P. 33–42). Париж: Editions Albin Michel.
75. ↑  F. David Peat, Infinite Potential: The Life and Times of David Bohm (1997), с. 133.
76. ↑  Заява про те, що вони були фактично першими у: B. J. Hiley: Nonlocality in microsystems, у: Joseph S. King, Karl H. Pribram (ред.): Scale in Conscious Experience: Is the Brain Too Important to be Left to Specialists to Study?, Psychology Press, 1995, P. 318 ff., p. 319 [Архівовано 15 лютого 2017 у Wayback Machine.], які посилаються на: C. Philippidis, C. Dewdney and B. J. Hiley: Quantum interference and the quantum potential, Il Nuovo Cimento B, Vo. 52, No. 1, P. 15–28, 1979, doi:10.1007/BF02743566 (abstract [Архівовано 27 січня 2020 у Wayback Machine.])
77. ↑  Olival Freire, Jr.: Continuity and change: charting David Bohm's evolving ideas on quantum mechanics, In: Décio Krause, Antonio Videira (ред.): Brazilian Studies in the Philosophy and History of Science, Boston Studies in the Philosophy of Science, Springer, ISBN 978-90-481-9421-6, pp.291–300, там же p. 296—297 [Архівовано 24 грудня 2016 у Wayback Machine.]
78. ↑  Olival Freire jr.: A story without an ending: the quantum physics controversy 1950–1970, Science & Education, Vo 12, P. 573–586, 2003, с. 576 [Архівовано 10 березня 2014 у Wayback Machine.]
79. ↑  B-G. Englert, M. O. Scully, G. Sussman and H. Walther, 1992, Surrealistic Bohm Trajectories, Z. Naturforsch. 47a, 1175—1186.
80. ↑  B. J. Hiley, R.E Callaghan, O. Maroney: Quantum trajectories, real, surreal or an approximation to a deeper process? (подано 5 жовтня 2000 року, версія від 5 листопада 2000 року — arXiv: quant-ph/0010020 [Архівовано 6 вересня 2014 у Wayback Machine.]
81. ↑  Anil Ananthaswamy: [Архівовано 27 квітня 2016 у Wayback Machine.] Квантова дивина може приховати впорядковану реальність після всього (англ. Quantum weirdness may hide an orderly reality after all), newscientist.com, 19 лютого 2016 року
82. ↑  A. Fine: «On the interpretation of Bohmian mechanics», in: J. T. Cushing, A. Fine, S. Goldstein (Eds.): Bohmian mechanics and quantum theory: an appraisal, Springer, 1996, pp. 231−250